# Territoires (roman)
Pour les articles homonymes, voir Territoires.
Territoires (titre original : Black House) est un roman fantastique écrit en collaboration par Stephen King et Peter Straub et publié en 2001. C'est une suite du roman Le Talisman, l'histoire se déroulant vingt ans plus tard. Un troisième volet de la saga a été évoqué comme projet par les deux auteurs sans aucune date précise toutefois.
Territoires fait partie, avec Insomnie et Cœurs perdus en Atlantide, des romans de Stephen King présentant le plus de liens avec La Tour sombre. Par ailleurs, un chapitre du roman rend hommage au poème d'Edgar Allan Poe, Le Corbeau.

## Résumé
Vingt ans après les évènements du Talisman, Jack Sawyer s'est installé dans le Wisconsin où il vit de ses rentes après avoir démissionné de son poste d'inspecteur de police à Los Angeles. Il a tout oublié de la fantastique aventure de son enfance mais une série de meurtres d'enfants se déroulant à French Landing, la petite ville où il a élu domicile, va le confronter à son passé. Ces meurtres horribles reprennent le même modus operandi que ceux commis par le tueur en série Albert Fish soixante-quinze ans plus tôt et le tueur a été surnommé « Le Pêcheur » à cause de ces ressemblances. 
Le chef de la police locale, Dale Gilbertson, tente de persuader Sawyer d'aider ses maigres et inexpérimentées forces de police à mener l'enquête mais Jack se montre d'abord réticent à quitter sa tranquille retraite. Il faut toute l'insistance de son meilleur ami, un aveugle génial nommé Henry Layden, pour qu'il accepte enfin après la disparition d'un quatrième enfant, le petit Tyler Marshall. Sawyer rend visite à la mère de Tyler, qui semble avoir perdu la raison, mais il découvre en lui parlant qu'elle fait en fait des références aux Territoires, ce qui ravive de vieux souvenirs qu'il avait enfouis. De son côté, Layden identifie la voix de l'assassin mais cette découverte lui coûte la vie. Grâce aux indices qu'a laissé Layden avant de mourir, Sawyer remonte la piste du tueur. Celui-ci, Charles Burnside, est un pensionnaire de la maison de retraite qui travaille pour M. Moonshon, lui-même un serviteur du Roi Cramoisi. Tyler a le potentiel pour devenir un puissant « briseur » et le Roi Cramoisi veut s'en servir pour mettre à bas la Tour sombre.
Sawyer, aidé par Gilbertson et deux membres d'un club de motards, pénètre dans Black House, qui est un point de passage vers les Territoires. Pendant ce temps, Tyler a réussi à tuer Burnside et Sawyer arrive à temps pour le sauver de M. Moonshon. Il libère par la même occasion des centaines d'autres enfants qui avaient été enlevés dans le monde entier. Lors de la conférence de presse donnée par la suite, Sawyer est criblé de plusieurs balles par la femme d'un criminel qu'il avait arrêté il y a plusieurs années. Agonisant, il est emmené par son vieil ami Parkus dans les Territoires car seule la proximité du Talisman peut le maintenir en vie. Il survit grâce à cela mais ne peut revenir dans notre monde car il mourrait aussitôt.

## Connexions avecLa Tour sombre
- Plusieurs références sont faites au Roi Cramoisi, sous le nom de l'Abbalah. Les Briseurs sont également évoqués, de même que le ka, Blaine le mono et le Rayon.
- Jack Sawyer est, au début de l'histoire, obnubilé par le mot opopanax. C'est le nom de la plume que se passent les villageois de la Calla quand ils veulent prendre la parole lors d'une réunion publique.
- Parkus évoque Roland de Gilead et son ka-tet devant Jack.
- Un personnage a une vision de la Tour dans un champ de roses.
- La fin de l'histoire se déroule en partie dans la contrée de Tonnefoudre.

## Accueil et distinctions
Le roman est resté quinze semaines sur la New York Times Best Seller list (dont deux semaines à la première place), y apparaissant le 30 septembre 2001, directement à la première place. Le Publishers Weekly le classe à la sixième place des meilleures ventes de romans aux États-Unis en 2001.
En 2002, Territoires a été nommé au prix Locus du meilleur roman de fantasy, terminant à la septième place, ainsi qu'au prix Bram Stoker du meilleur roman.